# Міхожево
Міхожево (пол. Michorzewo) — село в Польщі, у гміні Куслін Новотомиського повіту Великопольського воєводства.
Населення — 883 особи (2011).
У 1975-1998 роках село належало до Познанського воєводства.

## Демографія
Демографічна структура станом на 31 березня 2011 року:
|          | Загалом | Допрацездатний вік | Працездатний вік | Постпрацездатний вік |
| -------- | ------- | ------------------ | ---------------- | -------------------- |
| Чоловіки | 452     | 100                | 323              | 29                   |
| Жінки    | 431     | 87                 | 263              | 81                   |
| Разом    | 883     | 187                | 586              | 110                  |